# 滝川華子
滝川 華子（たきがわ はなこ、1993年12月20日 - ）は、日本のモデル、女優、タレント。神奈川県出身。SOS Entertainments所属。愛称は、華子、華ちゃん。
学生時代より演劇活動を行い、2015年からは劇団カラスカに所属。
当初は本名である「谷川 華子」として活動していたが、2017年8月に現在の所属事務所でもあるSOS Entertainmentsへ所属したことをきっかけに、芸名を「滝川 華子」とした。
2019年にはカラスカ公演『クロスミッション』にて、初めて主役の一角を担う

## 略歴
- 2015年 - カラスカ入団[5][注 1]
- 2016年3月 - 武蔵野美術大学 造形学部芸術文化学科 卒業
- 2017年8月 - SOS Entertainments 所属
- 2023年11月6日 - カラスカ退団[6]

## 人物
- 特技：殺陣、剣舞、ヴァイオリン
- 趣味：天声人語の書き写し
- 資格：英語検定準2級、学芸員資格[7]
- 大きな瞳が特徴だが、一重であることから「奇跡の一重」とよばれている。[8]
- アイスクリームが大好き。特にチョコミントがお気に入り。[9]
- 学生時代及びカラスカ所属後しばらくはショートカットだった。[10]

## 出演

### イベント
- 2018年9月 - アニメジャパン2018　SME×九州電力共同『ウィスパーの新しい仕事』
- 2021年12月 - リスクダンスワークショップ発表会『創・癒・組・風（そういくふう）』- 渋谷区文化総合センター大和田伝承ホール

### 舞台
| 年度   | 作品名（役名） |
| ------ | --- |
| 2015年 | 1.カラスカ公演『バック・島・ザ・フューチャー』5月14日～5月17日 - 上野ストアハウス 2.ゆめのさえずり ～colorful time～ 6月13日 - 新宿御苑PAPERA（インドカレー店） 3.シザーブリッツ公演『MEIDO IN HEAVEN』9月8日～9月14日 役名:「小田原 麗華」- 劇場MOMO 4.劇団アメリカンコミックシアター vol.2.5『アリス・イン・ストラテゴ』10月18日～11月8日 - Dining Space ONE PEACE |
| 2016年 | 1.カラスカ番外公演『ドラマティックレボリューション』2月18日～2月21日 - 新宿シアター・ミラクル 2.カラスカ公演『どのくらいエフェクト』6月1日～6月5日 - シアターKASSAI 3.カラスカ4121公演『シッソウノオト』8月3日～8月14日 - アトリエファンファーレ高円寺 4.シザーブリッツ公演『ポセイドンの孫とYシャツと私』8月23日～9月2日 - 上野ストアハウス 5.宴友企画公演『Requiem』10月12日～10月16日 - D-倉庫 6.カラスカ番外公演DIVIDE『ドリーマー・ドリーマー』12月16日～12月18日 - アートスペースサンライズホール |
| 2017年 | 1.BIG MOUTH CHICKEN produce vol.11『Braggart Cards 〜乱れ咲き誇る〜』2月2日～2月12日 - テアトルBONBON 2.SEPT Presents『ZEST』3月17日～3月20日 - 南青山 Future SEVEN 3.カラスカ高知公演『ニューシネマパラダイちゅ』5月19日～5月21日 - 蛸蔵 4.ENG 第6回公演『メトロノウム』6月28日～7月3日 - D-倉庫 5.朗読×音楽なかがわ・なかがわ番外公演①『まっくら森のおはなし』10月27日～10月29日 役名:「エド」 - Warrosroad Cafe 6.カラスカ公演『名探偵とナン』11月8日～11月12日 - D-倉庫 |
| 2018年 | 1.若宮亮プロデュース Vol.3 フラワースタジオ公演『ヒカリ』2月27日～3月11日 - 四谷フラワースタジオ 2.ラビット番長 第34回公演『ラビット番長ノワール短編集』4月25日～4月29日 - シアターグリーン BOX in BOX THEATER 3.カラスカイベント『ファンクラブイベント』5月12日 - 新宿ホボホボ 4.カガミ想馬プロデュース『イリクラ2018』8月1日～8月5日 - シアターグリーン BIG TREE THEATER 5.シザーブリッツ公演『翔べ!スペースノイド ～Iridescent Clouds～』10月10日～14日 役名:「ジイヤ」- 上野ストアハウス |
| 2019年 | 1.カラスカ公演『美女と多重』3月28日～3月31日 役名:「有馬 ミカサ」- ブディストホール 2.空想嬉劇団イナヅマコネコ 作品No.04『ソリチュードタウンの死神』5月10日～5月19日 役名:「ミア・ギルバート」- 上野ストアハウス 3.カラスカ公演『高度ブルー』6月12日～6月17日 役名:「早見 京香」- ウッディシアター中目黒 4.カラスカイベント『ファンクラブイベント』8月10日 - eos BASEMENT 5.カラスカ公演『クロスミッション』10月23日～11月3日 役名:「不知火 霞」- アトリエファンファーレ東池袋 |
| 2020年 | 1.カラスカ公演『まんま、見ぃや!』2月13日～2月17日 役名:「ウィワンヤンク・シュンカ」- 新宿シアターモリエール 2.空想嬉劇団イナヅマコネコ 作品No.1『桜花と風の追憶』3月7日～3月15日 役名:「馬場染 一子」- シアターグリーン BIG TREE THEATER 3.三栄町LIVE×E-Stage Topia×ミネルヴァエージェンシー提携公演『MECHABETH』7月4日～7月9日 役名：「ラフレシア 田中」- 渋谷区文化総合センター大和田伝承ホール 4.カラスカ短編作品ライブ配信『ドラマティックレボリューション』8月20日～8月23日 役名:「鶴岡 千佳子」 5.カラスカ短編作品ライブ配信『全国ウーマンパワー選手権』8月20日～8月23日 役名:「一条 真琴」 6.E-Stage Topia プロデュース公演『オオナムチ』9月8日～9月13日 役名:「鈴木さん」- テアトルBONBON 7.カラスカ公演『約束のチバーランド』10月29日～11月2日 役名:「千葉 ひろみ」- ブディストホール |
| 2021年 | 1.ALPHA Entertainment×E-Stage Topia プロデュース新春公演『サクラニオドレ』1月6日～1月10日 役名:「野村 実里」- 渋谷区文化総合センター大和田伝承ホール 2.フリスティエンターテインメント配信公演『帰ってきたアンチョビー』2月3日～2月7日 役名:「川井 鳩子」 3.『カラスカ 秋の芸術祭』11月6日 -ステージカフェ下北沢亭 |
| 2022年 | 1.E-Stage Topia プロデュース新春公演『東京卍メロス』1月13日～1月18日 役名:「西川 ャスミン」- ザ・ポケット 2.カラスカ公演『五島くんの花嫁』3月30日～4月3日 役名:「星川 ひろ子」- 上野ストアハウス 3.カラスカ公演『お嬢の微妙な冒険』6月1日〜6月5日 役名:「木下 日陰」- シアター・アルファ東京 4.カラスカ公演『ヘクセンクロイツ-魔女の十字架-』7月20日〜7月24日 役名:「ファナコ・アイゼンスタット」- TACCS1179 5. ENG 第16回公演『S.O.S -save our dreams-』9月21日～9月25日 役名:「千葉 真理」- キンケロシアター 6.カラスカ公演『マジの宅急便』11月30日〜12月4日 役名:「戸越 ビクトリア」- シアター・アルファ東京 |

### 声優
- 洋画 DVD『レーサー/光と影』- マリ・イブ 役
- 洋画 DVD『アントボーイ』- 先生 役
- 洋画 DVD『ホステージ』- 少女 役